# Manilkara pleeana
Manilkara pleeana е вид растение от семейство Sapotaceae. Видът е световно застрашен, със статут Уязвим.

## Разпространение
Разпространен е в Пуерто Рико.